# تحليل سياسي
التحليل السياسي (بالإنجليزية: Political analysis)‏ هو عملية فهم وإدراك عميق لجذور وأصول الممارسة السياسية، ويشمل ذلك الاهتمام بالأيديولوجيات والعقائد ومصالح الأطراف المعنية. يركز التحليل السياسي أيضًا على نتائج السياسة وأهدافها، ويعتبر نوعًا من التفكير الاستراتيجي الذي يسعى لفهم طبيعة الأحداث السياسية وأسبابها ومساراتها، والدوافع التي تؤدي إلى حدوثها، بالإضافة إلى متابعة تطوراتها. ويحرص أيضًا على معرفة الأحداث التاريخية المماثلة والشواهد التي قد تقدم فهمًا عميقًا للتطورات الحالية والأحداث الجارية.
يعتبر التحليل السياسي للأحداث والوقائع ذات الصلة بالشأن العام أساسًا رئيسيًا لفهمها وتفسيرها، والتعرف على تأثيرها وانعكاساتها على المجتمع والسلطة. يتم ذلك من خلال التركيز على جوانبها المتعددة ومختلف أبعادها، باتباع مجموعة من المتطلبات والخطوات والأبعاد التي تعتبر مقدمة ضرورية لعملية التحليل، بهدف الوصول إلى الحقيقة والواقع.

## أهمية التحليل السياسي
أصبح التحليل السياسي أمرًا ضروريًا في الحياة السياسية والإعلامية، ولدى صناع القرار، وحتى بين الأفراد العاديين الذين يهتمون بالشؤون العامة، يُعتبر التحليل السياسي محركًا لعملية تشكيل الوعي والوقاية من الظواهر الخطيرة الزاحفة والأزمات السياسية. كما يساعد في تحليل أسباب الظواهر والتهديدات والأزمات، ويساعد في تقديم الحلول واختيار القرارات الأكثر فعالية. وبذلك، يُقدم التحليل السياسي وقاية للدولة والمجتمع، ويسهم في تعزيز مصالح الدولة وحركة الاقتصاد والاستقرار السياسي. ويساعد التحليل السياسي النقدي المسؤول في تقديم العلاج لبعض الظواهر السلبية المنتشرة في الدولة، مثل الفساد والاستبداد والإقصاء. إذ يعمل على توطيد الروابط بين جميع الأطراف الفاعلة في الدولة والمجتمع، ويساهم في تحقيق التوازن والاستقرار.